# Beth Behrs
Elizabeth Ann Behrs (Lancaster, Pennsylvania, 1985. december 26. –) amerikai színésznő, író.
Miután első filmjében, a 2009-es Amerikai pite 7. – A szerelem Bibliája című vígjátékban szerepelt, főként televíziós sorozatokban volt látható. Legismertebb és kritikailag legsikeresebb alakítása Az élet csajos oldala című CBS vígjátéksorozat főszerepe volt, 2011 és 2017 között. Szinkronszínészként hangját kölcsönözte a Szörny Egyetem (2013) című film és a Végre otthon – Tip és Oh kalandjai (2016) című sorozat szereplőinek. 2018-tól a CBS Jószomszédok című szituációs komédiájának főszereplője.
A színészet mellett Behrs egy önsegítő könyv és a Dents című webképregény írója. A SheHerdPower Foundation elnevezésű, szexuális erőszak áldozatait segítő alapítvány megalapítója.

## Filmográfia

### Film
| Év   | Magyar cím                             | Eredeti cím                             | Szerep                                   |
| ---- | -------------------------------------- | --------------------------------------- | ---------------------------------------- |
| 2009 | Amerikai pite 7. – A szerelem Bibliája | American Pie Presents: The Book of Love | - Heidi - magyar hangja: - Solecki Janka |
| 2011 |                                        | Adventures of Serial Buddies            | Brittany                                 |
| 2012 |                                        | Route 30, Too!                          | idegen lány                              |
| 2013 | Szörny Egyetem                         | Monsters University                     | Carrie Williams (hangja)                 |
| 2015 |                                        | Chasing Eagle Rock                      | Deborah                                  |
| 2015 | Hello, Doris vagyok                    | Hello, My Name Is Doris                 | Brooklyn                                 |

### Televízió
| Év        | Magyar cím                         | Eredeti cím                    | Szerep                   | Megjegyzések                                                           |
| --------- | ---------------------------------- | ------------------------------ | ------------------------ | ---------------------------------------------------------------------- |
| 2010      | NCIS: Los Angeles                  | NCIS: Los Angeles              | énekesnő                 | 1 epizód                                                               |
| 2011      | Castle                             | Castle                         | Ginger                   | 1 epizód                                                               |
| 2011      |                                    | Pretty Tough                   | Regen                    |                                                                        |
| 2011–2017 | Az élet csajos oldala              | 2 Broke Girls                  | Caroline Wesbox Channing | - főszereplő (138 epizód) - magyar hangja: - Ruttkay Laura - Dögei Éva |
| 2014      |                                    | 40. People's Choice Awards     | önmaga (házigazda)       | különkiadás                                                            |
| 2015      |                                    | Repeat After Me                | önmaga                   | 1 epizód                                                               |
| 2016      | Végre otthon – Tip és Oh kalandjai | Home: Adventures with Tip & Oh | Moochie (hangja)         |                                                                        |
| 2018      | Agymenők                           | The Big Bang Theory            | Nell                     | 1 epizód                                                               |
| 2018–     | Jószomszédok                       | The Neighborhood               | Gemma Johnson            | főszereplő                                                             |

### Videóklipek
| Év   | Előadó          | Dal      |
| ---- | --------------- | -------- |
| 2013 | Lady Antebellum | Downtown |

## Fordítás
- Ez a szócikk részben vagy egészben  a   Beth Behrs című angol Wikipédia-szócikk fordításán alapul.  Az eredeti cikk szerkesztőit annak laptörténete sorolja fel. Ez a jelzés csupán a megfogalmazás eredetét és a szerzői jogokat jelzi, nem szolgál a cikkben szereplő információk forrásmegjelöléseként.